# Givenchy-lès-la-Bassée
 Givenchy-lès-la-Bassée  es una población y comuna francesa, situada en la región de Norte-Paso de Calais, departamento de Paso de Calais, en el distrito de Béthune y cantón de Douvrin.

## Demografía
| 473 | 521 | 554 | 748 | 803 | 813 |
| Para los censos de 1962 a 1999 la población legal corresponde a la población sin duplicidades (Fuente: INSEE [Consultar]) |     |     |     |     |     |